# Брюховичі (гміна)
Гміна Бжуховіце — колишня (1934—1939 роки) сільська ґміна Львівського повіту Львівського воєводства Польської республіки (1918—1939) рр.. Центром ґміни було село Брюховичі.
1 серпня 1934 року було створено ґміну Бжуховіце у Львівському повіті. До неї увійшли сільські громади: Боркі Домініканськє, Боркі Яновскє, Бжуховіце, Голоско Вєлькє, Косьцєюв, Козіце, Рокітно, Женсна Польска, Женсна Руска, Вулька Гамулєцка, Зарудце, Зашкув, Завадув.
У 1934 році територія ґміни становила 148,34 км². Населення ґміни станом на 1931 рік становило 15530 особи. Налічувалося 2720 житлових будинків.
Національний склад населення ґміни Бжуховіце на 1 січня 1939 року:
| село                | населення | українці-грекокатолики | українці-латинники | польськомовні українці | євреї | німці | поляки |
| ------------------- | --------- | ---------------------- | ------------------ | ---------------------- | ----- | ----- | ------ |
| Бірки Домініканські | 620       | 470                    | 20                 |                        | 10    |       | 120    |
| Бірки Янівські      | 710       | 650                    | 55                 |                        |       | 5     |        |
| Брюховичі           | 2 120     | 520                    |                    |                        | 150   | 10    | 1 440  |
| Голоско Велике      | 1 700     | 230                    |                    |                        | 50    |       | 1 150  |
| Костіїв             | 720       | 10                     |                    | 20                     |       |       | 690    |
| Кожичі              | 650       | 580                    | 55                 |                        |       | 10    | 5      |
| Рокитно             | 1 150     | 1080                   | 40                 |                        | 20    |       | 10     |
| Рясна Польська      | 3 800     | 350                    | 120                |                        |       |       | 3 330  |
| Рясна Руська        | 920       | 840                    | 60                 |                        | 10    |       | 10     |
| Воля Гамулецька     | 460       | 180                    | 40                 |                        |       |       | 240    |
| Зарудці             | 1650      | 1 050                  | 500                |                        | 20    |       | 80     |
| Зашків              | 2010      | 1 420                  | 430                |                        | 60    |       | 100    |
| Завадів             | 530       | 300                    | 210                |                        |       |       | 20     |
| Загалом             | 17 040    | 7 680                  | 1 530              | 290                    | 325   | 20    | 7 195  |
| Відсотки            | 100%      | 45,07%                 | 8,99%              | 1,7%                   | 1,91% | 0,12% | 42,22% |

Публіковані ж польським урядом цифри про національний склад населення за результатами перепису 1931 року (ніби-то було аж 60,7% поляків) суперечать даним, отриманим від місцевих жителів (див. вище) та пропорціям за допольськими (австрійськими) та післяпольськими (радянським 1940 і німецьким 1943) переписами.
Відповідно до пакту Молотова — Ріббентропа 23 вересня територія ґміни була передана німцями радянським військам. Ґміна ліквідована 1940 році у зв'язку з утворенням Брюховицького району.